# Gvožđe(III) sulfid
Gvožđe(III) sulfid (feri sulfid, seskvisulfid) je jedan od tri gvožđe sulfida pored  i . Gvožđe(III) sulfid je crni prah koji se razlaže na sobnoj temperaturi u žuto-zeleni prah. On je relativno nestabilno jedinjenje koje se ne javlja u prirodi.

## Priprema i osobine
se priprema dodavanjem rashlađenog razblaženog rastvora gvožđe(III) hlorida u isto tako rashlađeni rastvor natrijum sulfida.
On se razlaže na temperaturi iznad 20 ° u  i sumpor.
Sa hlorovodoničnom kiselinom on se razlaže na sledeći način: